# Campionati mondiali juniores di slittino 2013
I Campionati mondiali juniores di slittino 2013 si sono disputati a Park City, negli Stati Uniti d'America, dal 15 al 16 febbraio 2013. È la quarta volta che lo stato nordamericano ospita la manifestazione iridata di categoria, ma la prima sulla pista olimpica dello Utah; in precedenza infatti si era sempre gareggiato sull'altro catino olimpico di Lake Placid.

## Podi[1]
| Evento         | Oro                                                                            | Tempo                           | Argento                                                                  | Tempo                           | Bronzo                                                                | Tempo                           |
| Singolo Uomini | Dominik Fischnaller                                                            | 1:27.263                        | Emanuel Rieder                                                           | 1:27.511                        | David Gleirscher                                                      | 1:27.525                        |
| Singolo Donne  | Emily Sweeney                                                                  | 1:28.121                        | Caroline von Schleinitz                                                  | 1:28.182                        | Natalie Burkhardt                                                     | 1:28.215                        |
| Doppio         | Tim Brendel Florian Funk                                                       | 1:28.715                        | Julius Loeffler Florian Kuechler                                         | 1:28.716                        | Tyler Andersen Anthony Espinoza                                       | 1:28.742                        |
| Gara a squadre | Italia Sandra Robatscher Dominik Fischnaller Florian Gruber Simon Kainzwaldner | 2:20.829 45.694 47.075 48.060 . | Germania Caroline von Schleinitz Florian Berkes Tim Brendel Florian Funk | 2:20.920 45.493 47.526 47.901 . | Stati Uniti Emily Sweeney Tucker West Tyler Andersen Anthony Espinoza | 2:21.136 45.600 47.656 47.880 . |

## Singolo uomini
La gara si è svolta il 15 gennaio 2013, con inizio alle 9:00 UTC-7.
La vittoria è andata all'italiano Dominik Fischnaller che conquista la sua terza medaglia individuale in tre anni e la sesta in totale. Alle sue spalle il connazionale Emanuel Rieder e l'austriaco David Gleirscher, entrambi alla prima medaglia nei mondiali di categoria.
| Pos.    | #  | Atleta                | Nazione     | Run 1  | Run 2  | Totale   | Distacco |
| ------- | -- | --------------------- | ----------- | ------ | ------ | -------- | -------- |
| Oro     | 13 | Dominik Fischnaller   | Italia      | 43.417 | 43.846 | 1:27.263 |          |
| Argento | 16 | Emanuel Rieder        | Italia      | 43.783 | 43.728 | 1:27.511 | +0.248   |
| Bronzo  | 19 | David Gleirscher      | Austria     | 43.660 | 43.865 | 1:27.525 | +0.262   |
| 4       | 15 | Kevin Fischnaller     | Italia      | 43.706 | 43.834 | 1:27.540 | +0.277   |
| 5       | 7  | Florian Berkes        | Germania    | 43.767 | 43.795 | 1:27.562 | +0.299   |
| 6       | 17 | Georg Reumschüssel    | Germania    | 43.746 | 43.894 | 1:27.640 | +0.377   |
| 7       | 14 | Riks Kristens Rozītis | Lettonia    | 43.739 | 44.053 | 1:27.792 | +0.529   |
| 8       | 4  | Maksim Aravin         | Russia      | 43.767 | 44.039 | 1:27.806 | +0.543   |
| 9       | 12 | Toni Gräfe            | Germania    | 44.015 | 43.838 | 1:27.853 | +0.590   |
| 10      | 18 | Tucker West           | Stati Uniti | 43.829 | 44.053 | 1:27.882 | +0.619   |
| 11      | 2  | Mitchel Malyk         | Canada      | 43.968 | 43.945 | 1:27.913 | +0.650   |
| 12      | 8  | Chris Eißler          | Germania    | 43.780 | 44.146 | 1:27.926 | +0.663   |
| 13      | 11 | John Fennell          | Canada      | 43.991 | 43.951 | 1:27.942 | +0.679   |
| 14      | 6  | Aleksandr Stepičev    | Russia      | 44.089 | 43.909 | 1:27.998 | +0.735   |
| 15      | 10 | Artūrs Dārznieks      | Lettonia    | 44.148 | 43.903 | 1:28.051 | +0.788   |
| 16      | 9  | Aidan Kelly           | Stati Uniti | 44.077 | 44.014 | 1:28.091 | +0.828   |
| 17      | 1  | Roman Repilov         | Russia      | 43.941 | 44.185 | 1:28.126 | +0.863   |
| 18      | 20 | Riley Stohr           | Stati Uniti | 44.075 | 44.110 | 1:28.185 | +0.922   |
| 19      | 3  | Aleksandr Gorbacevič  | Russia      | 44.255 | 43.935 | 1:28.190 | +0.927   |
| 20      | 22 | Tyler Andersen        | Stati Uniti | 44.157 | 44.126 | 1:28.283 | +1.020   |
| 21      | 23 | Anton Dukač           | Ucraina     | 44.304 | 44.032 | 1:28.336 | +1.073   |
| 22      | 21 | Lorenz Koller         | Austria     | 44.165 | 44.230 | 1:28.395 | +1.132   |
| 23      | 27 | Marian Zemanik        | Slovacchia  | 44.219 | 44.594 | 1:28.813 | +1.550   |
| 24      | 28 | Jozef Petrulak        | Slovacchia  | 44.550 | 44.535 | 1:29.085 | +1.822   |
| 25      | 30 | Michael Mayer         | Austria     | 44.660 |        |          |          |
| 26      | 26 | Tim Stone             | Canada      | 44.722 |        |          |          |
| 27      | 24 | Alexander Ferlazzo    | Australia   | 44.974 |        |          |          |
| 28      | 29 | Daniel Popa           | Romania     | 45.922 |        |          |          |
| 29      | 25 | Patrik Korbela        | Slovacchia  | 45.971 |        |          |          |
|         | 5  | Armin Frausher        | Austria     | 43.845 | DNF    |          |          |

## Singolo donne
La gara si è disputata il 15 gennaio 2013, con inizio alle 13:00 UTC-7.
Emily Sweeney, atleta di casa, vince l'oro mentre l'argento e il bronzo vanno alle tedesche Caroline von Schleinitz (sorella minore di Julian, slittinista di livello internazionale) e Natalie Burkhardt, già argento alla precedente edizione di Königssee 2012.
| Pos.    | #  | Atleta                  | Nazione     | Run 1  | Run 2  | Totale   | Distacco |
| ------- | -- | ----------------------- | ----------- | ------ | ------ | -------- | -------- |
| Oro     | 13 | Emily Sweeney           | Stati Uniti | 44.032 | 44.089 | 1:28.121 |          |
| Argento | 11 | Caroline von Schleinitz | Germania    | 44.048 | 44.134 | 1:28.182 | +0.061   |
| Bronzo  | 5  | Natalie Burkhardt       | Germania    | 44.146 | 44.069 | 1:28.215 | +0.094   |
| 4       | 6  | Angelique Fleischer     | Germania    | 44.163 | 44.128 | 1:28.291 | +0.170   |
| 5       | 10 | Laura Glover            | Canada      | 44.224 | 44.121 | 1:28.345 | +0.224   |
| 6       | 4  | Summer Britcher         | Stati Uniti | 44.310 | 44.058 | 1:28.368 | +0.247   |
| 7       | 9  | Sandra Robatscher       | Italia      | 44.166 | 44.221 | 1:28.387 | +0.266   |
| 8       | 15 | Andrea Vötter           | Italia      | 44.161 | 44.368 | 1:28.529 | +0.408   |
| 9       | 14 | Jordan Smith            | Canada      | 44.276 | 44.336 | 1:28.612 | +0.491   |
| 10      | 7  | Saskia Langer           | Germania    | 44.311 | 44.433 | 1:28.744 | +0.623   |
| 11      | 2  | Theresa Buckley         | Stati Uniti | 44.425 | 44.404 | 1:28.829 | +0.708   |
| 12      | 2  | Ulla Zirne              | Germania    | 44.423 | 44.428 | 1:28.851 | +0.730   |
| 13      | 8  | Viktorija Demčenko      | Russia      | 44.417 | 44.437 | 1:28.854 | +0.733   |
| 14      | 1  | Miriam Kastlunger       | Austria     | 44.549 | 44.692 | 1:29.241 | +1.120   |
| 15      | 21 | Jordyn Carss            | Canada      | 44.668 | 44.579 | 1:29.247 | +1.126   |
| 16      | 17 | Olena Šchumova          | Ucraina     | 44.640 | 44.765 | 1:29.405 | +1.284   |
| 17      | 18 | Jenna Spencer           | Canada      | 44.608 | 44.829 | 1:29.437 | +1.316   |
| 18      | 19 | Ekaterina Katnikova     | Russia      | 44.945 | 44.615 | 1:29.560 | +1.439   |
| 19      | 12 | Svetlana Tiunova        | Russia      | 44.845 | 44.854 | 1:29.699 | +1.578   |
| 20      | 3  | Natalia Wojtusciszyn    | Polonia     | 44.612 | 45.113 | 1:29.725 | +1.604   |
| 21      | 22 | Olena Stec'kiv          | Ucraina     | 44.991 | 44.855 | 1:29.846 | +1.725   |
| 22      | 24 | Vendula Kotenová        | Rep. Ceca   | 45.029 | 44.843 | 1:29.872 | +1.751   |
| 23      | 23 | Raychel Germaine        | Stati Uniti | 44.949 | 44.990 | 1:29.939 | +1.818   |
| 24      | 20 | Katarína Šimoňáková     | Slovacchia  | 45.141 | 45.005 | 1:30.146 | +2.025   |
| 25      | 26 | Elena Postoaca          | Romania     | 45.419 | 45.363 | 1:30.782 | +2.661   |
| 26      | 25 | Ashley Cooney           | Australia   | 46.613 |        |          |          |

## Doppio
La gara si è tenuta il 16 gennaio 2013, con inizio alle 10:00 UTC-7.

La coppia tedesca composta da Tim Brendel e Florian Funk, già bronzo a Königssee 2012, vince la medaglia d'oro per appena 1/1000 di secondo sui connazionali Julius Loeffler e Florian Kuechler mentre i padroni di casa Tyler Andersen ed Anthony Espinoza conquistano la medaglia di bronzo.
| Pos.    | N° | Atleti                              | Paese       | Run 1  | Run 2  | Totale   | Distacco |
| ------- | -- | ----------------------------------- | ----------- | ------ | ------ | -------- | -------- |
| Oro     | 9  | Tim Brendel Florian Funk            | Germania    | 44.237 | 44.478 | 1:28.715 |          |
| Argento | 8  | Julius Loeffler Florian Kuechler    | Germania    | 42"306 | 42"189 | 1'24"495 | +0.001   |
| Bronzo  | 2  | Tyler Andersen Anthony Espinoza     | Stati Uniti | 44.360 | 44.382 | 1:28.742 | +0.027   |
| 4       | 4  | Florian Gruber Simon Kainzwaldner   | Italia      | 44.321 | 44.471 | 1:28.792 | +0.077   |
| 5       | 7  | Kristens Putins Imants Marcinkēvičs | Lettonia    | 44.779 | 44.548 | 1:29.327 | +0.612   |
| 5       | 10 | Luca Hunziker Christian Maag        | Svizzera    | 44.861 | 44.466 | 1:29.327 | +0.612   |
| 7       | 24 | Justin Tobin Taylor Donegan         | Canada      | 44.714 | 44.641 | 1:29.355 | +0.640   |
| 8       | 23 | Justin Krewson Tristan Jeskanen     | Stati Uniti | 44.624 | 44.877 | 1:29.501 | +0.786   |
| 9       | 16 | Jurij Kalinin Sergej Beljaev        | Russia      | 45.206 | 44.898 | 1:30.104 | +1.389   |
| 10      | 14 | Jakub Šimoňák Patrik Tomaško        | Slovacchia  | 45.201 | 45.483 | 1:30.684 | +1.969   |
| 11      | 3  | Cosmin Atodiresei Ștefan Musei      | Romania     | 45.427 | 45.525 | 1:30.952 | +2.237   |
| 12      | 1  | Marian Zemanik Jozef Petrulak       | Slovacchia  | 45.385 | 45.702 | 1:31.087 | +2.372   |
| 13      | 1  | Volodymyr Bur'ij Anatolij Lehedza   | Ucraina     | 45.810 | 45.444 | 1:31.254 | +2.539   |
|         | 11 | Stanislav Mal'cev Oleg Faschutdinov | Russia      | DNF    |        |          |          |
|         | 15 | Justin Wachowski Patrick Edmunds    | Stati Uniti | DNF    |        |          |          |

## Staffetta mista
La gara si è svolta il 16 gennaio 2013, con inizio alle 12:00 UTC-7.

La squadra dell'Italia, formata da Sandra Robatscher, Dominik Fischnaller, Florian Gruber e Simon Kainzwaldner ha conquistato il titolo mondiale di categoria battendo la Germania e gli Stati Uniti d'America.
| Pos.    | N° | Paese             | Atleti                                                                    | Run 1  | Run 2  | Run 3  | Totale   | Distacco |
| ------- | -- | ----------------- | ------------------------------------------------------------------------- | ------ | ------ | ------ | -------- | -------- |
| Oro     | 6  | Italia            | Sandra Robatscher Dominik Fischnaller Florian Gruber / Simon Kainzwaldner | 45.694 | 47.075 | 48.060 | 2:20.829 |          |
| Argento | 10 | Germania          | Caroline von Schleinitz Florian Berkes Tim Brendel / Florian Funk         | 46"332 | 47.526 | 47.901 | 2:20.920 | +0.091   |
| Bronzo  | 9  | Stati Uniti       | Emily Sweeney Tucker West Tyler Andersen / Anthony Espinoza               | 45.600 | 47.656 | 47.880 | 2:21.136 | +0.307   |
| 4       | 8  | Austria- Svizzera | Miriam Kastlunger David Gleirscher Luka Hunziker / Christian Maag         | 45.785 | 47.468 | 47.927 | 2:21.180 | +0.351   |
| 5       | 3  | Canada            | Laura Glover Mitchel Malyk Justin Tobin / Taylor Donegan                  | 45.666 | 47.574 | 48.087 | 2:21.327 | +0.498   |
| 6       | 5  | Lettonia          | Ulla Zirne Riks Kristens Rozītis Kristens Putins / Imants Marcinkēvičs    | 45.692 | 47.432 | 48.548 | 2:21.672 | +0.843   |
| 7       | 7  | Russia            | Viktorija Demčenko Maksim Aravin Stanislav Mal'cev / Oleg Faschutdinov    | 46.955 | 47.576 | 48.178 | 2:22.709 | +1.880   |
| 8       | 2  | Ucraina           | Olena Šchumova Anton Dukač Volodymyr Bur'ij / Anatolij Lehedza            | 46.140 | 47.945 | 49.658 | 2:23.743 | +2.914   |
| 9       | 4  | Slovacchia        | Katarína Šimoňáková Patrik Korbela Marian Zemanik / Jozef Petrulak        | 46.518 | 49.336 | 48.425 | 2:24.279 | +3.450   |
| 10      | 1  | Romania           | Elena Postoaca Daniel Popa Cosmin Atodiresei / Ștefan Musei               | 46.919 | 49.915 | 49.891 | 2:26.725 | +5.896   |

## Medagliere
| Posiz. | Nazione     | Oro | Argento | Bronzo | Totale |
| ------ | ----------- | --- | ------- | ------ | ------ |
| 1      | Italia      | 2   | 1       | 0      | 3      |
| 2      | Germania    | 1   | 3       | 1      | 5      |
| 3      | Stati Uniti | 1   | 0       | 2      | 3      |
| 4      | Austria     | 0   | 0       | 1      | 1      |